# Letter Full of Tears
"Letter Full of Tears" is een lied geschreven door de Amerikaanse singer-songwriter Don Covay en uitgebracht door Gladys Knight & the Pips als single in november 1961. Het werd hun tweede top 20-hit en bereikte nummer 19 in de Billboard Hot 100. Het lied werd het jaar daarop gecoverd door de Engelse zanger Billy Fury, die er een kleine hit mee had in het Verenigd Koninkrijk.